# Songbo (sockenhuvudort i Kina, Hunan Sheng, lat 25,11, long 111,46)
Songbo (kinesiska: 松柏) är en sockenhuvudort i Kina. Den ligger i provinsen Hunan, i den södra delen av landet, omkring 370 kilometer sydväst om provinshuvudstaden Changsha. Antalet invånare är 9 053. Befolkningen består av 4 260 kvinnor och 4 793 män. Barn under 15 år utgör 23,0 %, vuxna 15-64 år 65 %, och äldre över 65 år 11,0 %.
Runt Songbo är det ganska tätbefolkat, med 144 invånare per kvadratkilometer. Närmaste större samhälle är Huangjialingxiang, 10,9 km norr om Songbo. I omgivningarna runt Songbo växer huvudsakligen savannskog.
Genomsnittlig årsnederbörd är 2 044 millimeter. Den regnigaste månaden är maj, med i genomsnitt 302 mm nederbörd, och den torraste är oktober, med 49 mm nederbörd.